# Mário de Araújo
Mário de Araújo, conhecido como Mário, (Rio de Janeiro, 31 de maio de 1930) é um ex-futebolista brasileiro que atuava como meia.

## Carreira
Começou sua carreira no Botafogo em 1954. Não conseguiu se firmar como titular por causa da concorrência de Didi, que na época era um dos melhores jogadores do mundo. Acabou sendo emprestado ao Taubaté em 1957. Quando o clube paulista fez uma excursão pelo Nordeste as atuações de Mário foram muito destacadas, e o atleta foi contratado pelo Bahia, em 1959. No Campeonato Brasileiro de Futebol de 1959, Mário jogou apenas o último jogo da final contra o Santos, que aconteceu em 1960. Jogou no Bahia até se aposentar em 1966, sendo considerado um dos maiores jogadores da história do clube.

## Títulos
Bahia
- Campeonato Baiano: 1959, 1960, 1961 e 1962
- Campeonato Brasileiro: 1959